# Attagenus pantherinus
Attagenus pantherinus là một loài bọ cánh cứng trong họ Dermestidae. Loài này được Ahrens miêu tả khoa học năm 1814.